# ليستير وليامز
ليستير وليامز (بالإنجليزية: Lester Williams)‏ هو لاعب كرة قدم أمريكية أمريكي، ولد في 19 يناير 1959 في ميامي في الولايات المتحدة، وتوفي في 16 أغسطس 2017 في برمنغهام في الولايات المتحدة.

## وصلات خارجية
- ليستير وليامز على موقع مرجع كرة القدم المحترفة.كوم (الإنجليزية)